# Lipowska Struga
Lipowska Struga (Lipówka) – struga dorzecza Narwi, prawy dopływ Szkotówki o długości 13,88. Wypływa w okolicach wsi Gardyny i przepływa przez miejscowości: Gąsiorowo, Lipówka i Gołębiewo, a w miejscowości Wilamowo wpada do Szkotówki.